# أسامة محمد (مخرج)
أسامة محمد هو مخرج وكاتب سيناريو سوري ولد في يوم 21 مارس 1954 في مدينة اللاذقية في سوريا، أخرج فيلم صندوق الدنيا وألذي عُرض في مهرجان كان السينمائي في سنة 2002، أخرج أيضاً فيلم ماء الفضة في سنة 2016.

## روابط خارجية
- أسامة محمد على موقع IMDb (الإنجليزية)
- أسامة محمد على موقع ألو سيني (الفرنسية)
- أسامة محمد على موقع أول موفي (الإنجليزية)
- أسامة محمد على موقع قاعدة بيانات الفيلم (الإنجليزية)
- أسامة محمد على موقع كينوبويسك (الروسية)